# Lolo Jonesová
Lori „Lolo“ Jonesová (* 5. srpna 1982 Des Moines, Iowa) je americká atletka, která se věnuje překážkovým běhům na 60 a 100 metrů. V roce 2008 se stala ve Valencii halovou mistryní světa, když cílovou pásku proťala v čase 7,80 s. O dva roky později v Dauhá titul obhájila časem nového rekordu mistrovství 7,72 s.

## Kariéra

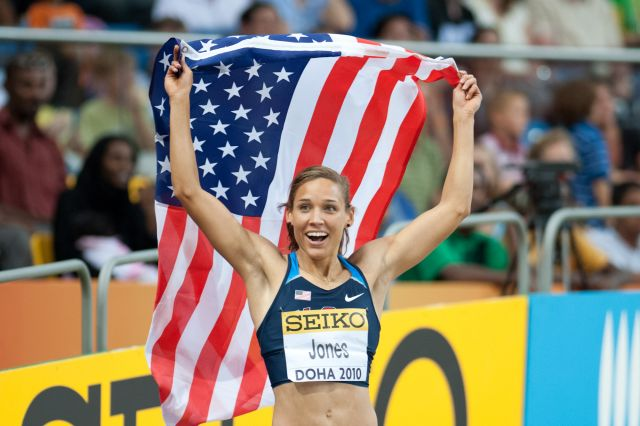
Lolo Jonesová na HMS 2010

V roce 2004 neprošla americkou kvalifikací na letní olympijské hry v Athénách. Na Mistrovství světa v atletice 2007 v japonské Ósace doběhla ve finále na šestém místě v čase 12,62 s.
Na letní olympijské hry 2008 do Pekingu odjížděla coby držitelka nejlepšího výkonu roku (12,45 s). Svoji výkonnost potvrdila v semifinálovém běhu, který vyhrála v čase 12,43 s. Finále však pro ni skončilo smůlou, byť v boji o medaili jasně vedla. Z prvního místa však spadla poté, co zavadila špičkou nohy o předposlední devátou překážku na dráze. Cílem nakonec proběhla jako sedmá v čase 12,72 s.
Sezónu zakončila druhým místem na světovém atletickém finále ve Stuttgartu, kde zaběhla čas 12,56 s. Později se však stala vítězkou. Lepší byla jen Španělka s nigerijskými kořeny Josephine Onyiaová. Ta však byla brzy obviněna z požití dopingu a její výsledky anulovány. Nejprve měla pozitivní test na stimulant metylhexanamin a po vítězství ve Stuttgartu se v její moči našel také anabolický steroid clenbuterol.
V roce 2009 se nekvalifikovala na světový šampionát do Berlína, když na domácím mistrovství v Eugene klopýtla v semifinálovém běhu. Během šampionátu spolupracovala s televizní stanicí Eurosport jako reportérka. Její nejrychlejší čas v sezóně 12,47 s byl v roce 2009 druhým nejlepším. V roce 2010 skončila v seriálu mítinků Diamantové ligy se čtrnácti body na 2. místě.
Na Letních olympijských hrách 2012 obsadila ve finále překážkového sprintu čtvrté místo. V roce 2015 vyhrála závod na 100 metrů překážek na mistrovství North American, Central American and Caribbean Athletic Association v San José.
V roce 2014 startovala na Zimních olympijských hrách v Soči jako členka posádky dvojbobu, který se umístil na 11. místě. Je dvojnásobnou mistryní světa v jízdě na bobech: v roce 2013 vyhrála soutěž smíšených družstev a v roce 2021 spolu s Kaillie Humphriesovou závod dvojbobů. Také vyhrála tři závody Světového poháru.
Hrála jednu z hlavních rolí v akčním filmu Navy Seals vs. Zombies (2015).

### Osobní rekordy
- 60 m př. (hala) - 7,72 s - 13. března 2010, Dauhá
- 100 m př. (dráha) - 12,43 s - 18. srpna 2008, Peking

## Zajímavost
Lolo Jonesová v roce 2011 veřejně přiznala, že i ve svých devětadvaceti letech je stále panna a na svůj první sex si počká až do svatby.